# Paesaggio in prestito

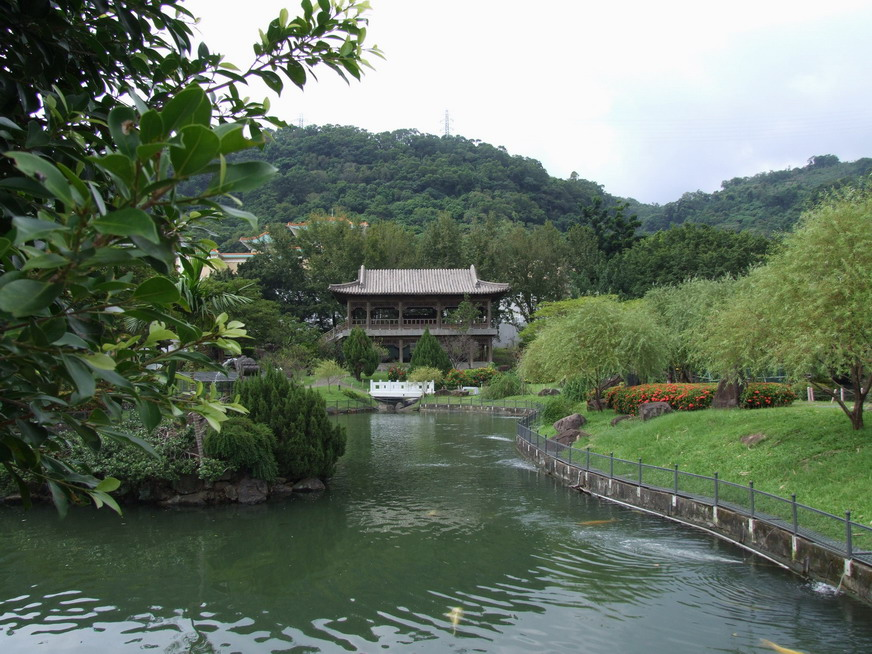
Un paesaggio in prestito al Giardino Zhishan di Taipei, costruito nello stile delle dinastie Song e Ming.

Il paesaggio in prestito è una tecnica paesaggistica tipica dei giardini orientali cinesi e giapponesi, che consiste nell'incorporare elementi esterni del paesaggio all'interno della composizione di un giardino.
La parola si scrive 借景 e si pronuncia jièjǐng in lingua cinese e shakkei in lingua giapponese, ed è apparsa per la prima volta sullo Yuanye, un trattato di giardinaggio cinese del XVI secolo.

## Caratteristiche

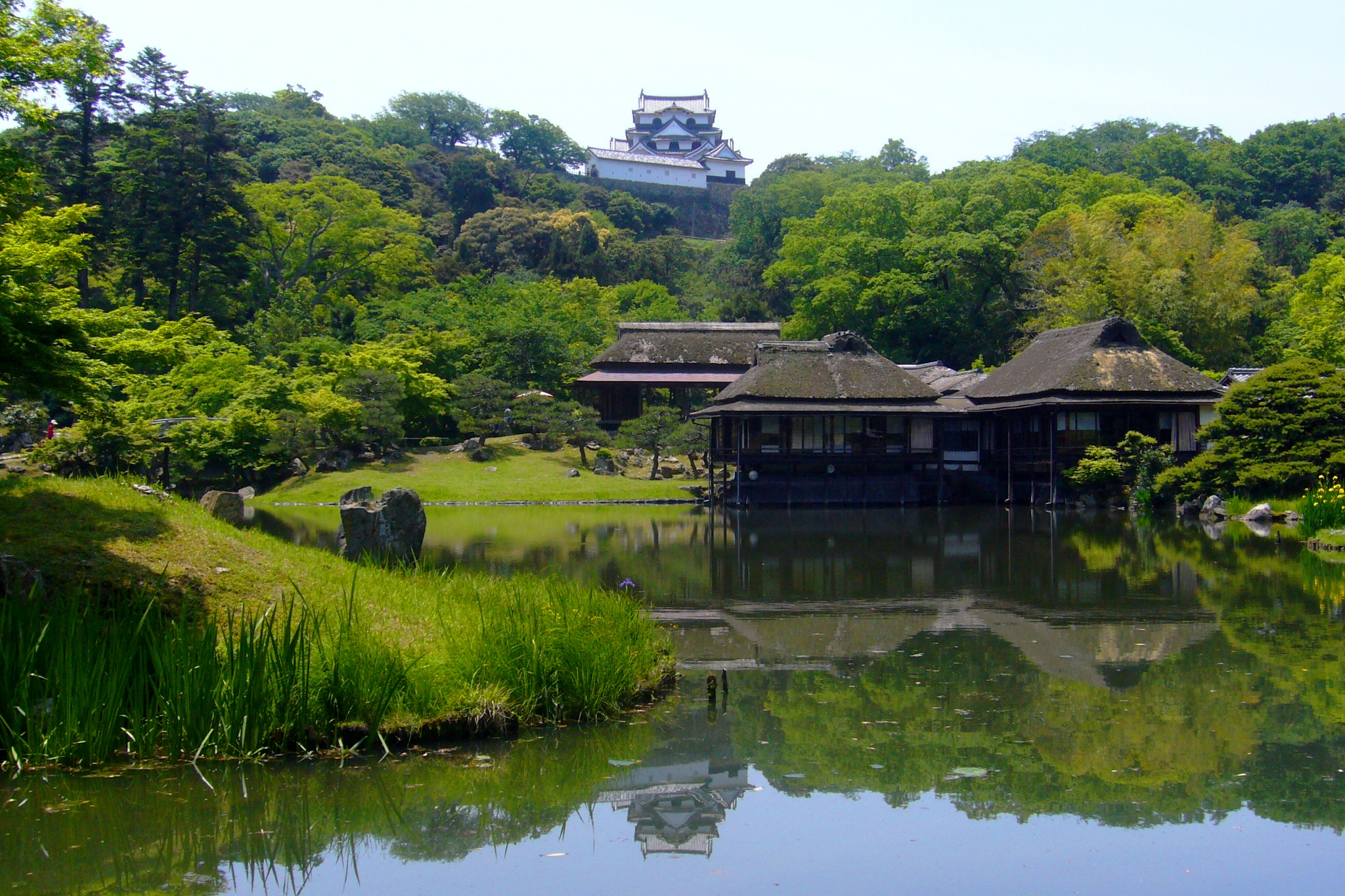
Esempio di shakkei: il castello di Hikone è esterno al giardino Genkyū-en (玄宮園), ma la sua mole non è coperta dagli alberi, bensì integrata nel panorama e riflessa nel laghetto posizionatogli sotto.

Si parla di paesaggio in prestito quando alcuni elementi naturali (montagne, boschi, cascate) o artificiali (edifici, torri) sono posizionati fuori dal giardino, ma sono visibili dal suo interno per via della studiata disposizione degli alberi e degli spazi. Se ad esempio un filare di alberi si interrompe per qualche metro esplicitamente per consentire la vista di una pagoda in lontananza, allora la vista di quella pagoda è un paesaggio in prestito.
Esistono diverse tecniche di distribuzione del verde e modifica del terreno per consentire i paesaggi in prestito, ma tutte sono identificabili da alcune caratteristiche comuni, fra cui:
- inglobazione dell'elemento in prestito "grezzo", così com'è, senza essere modificato per integrarsi meglio nel giardino
- scelte di progettazione altrimenti illogiche, ad esempio improvvise interruzioni nel verde o spazi vuoti fra colline, esplicitamente pensati come "cornici" per inquadrare il paesaggio in prestito
- trattazione del terreno in relazione al paesaggio in prestito, ad esempio skyline degli alberi parallelo a quello della montagna sullo sfondo o costruzione di edifici in rapporto con un edificio retrostante

In questa maniera lo spazio del giardino si estende apparentemente oltre i suoi confini andando a comprendere anche il paesaggio circostante.

## Storia

### Cina

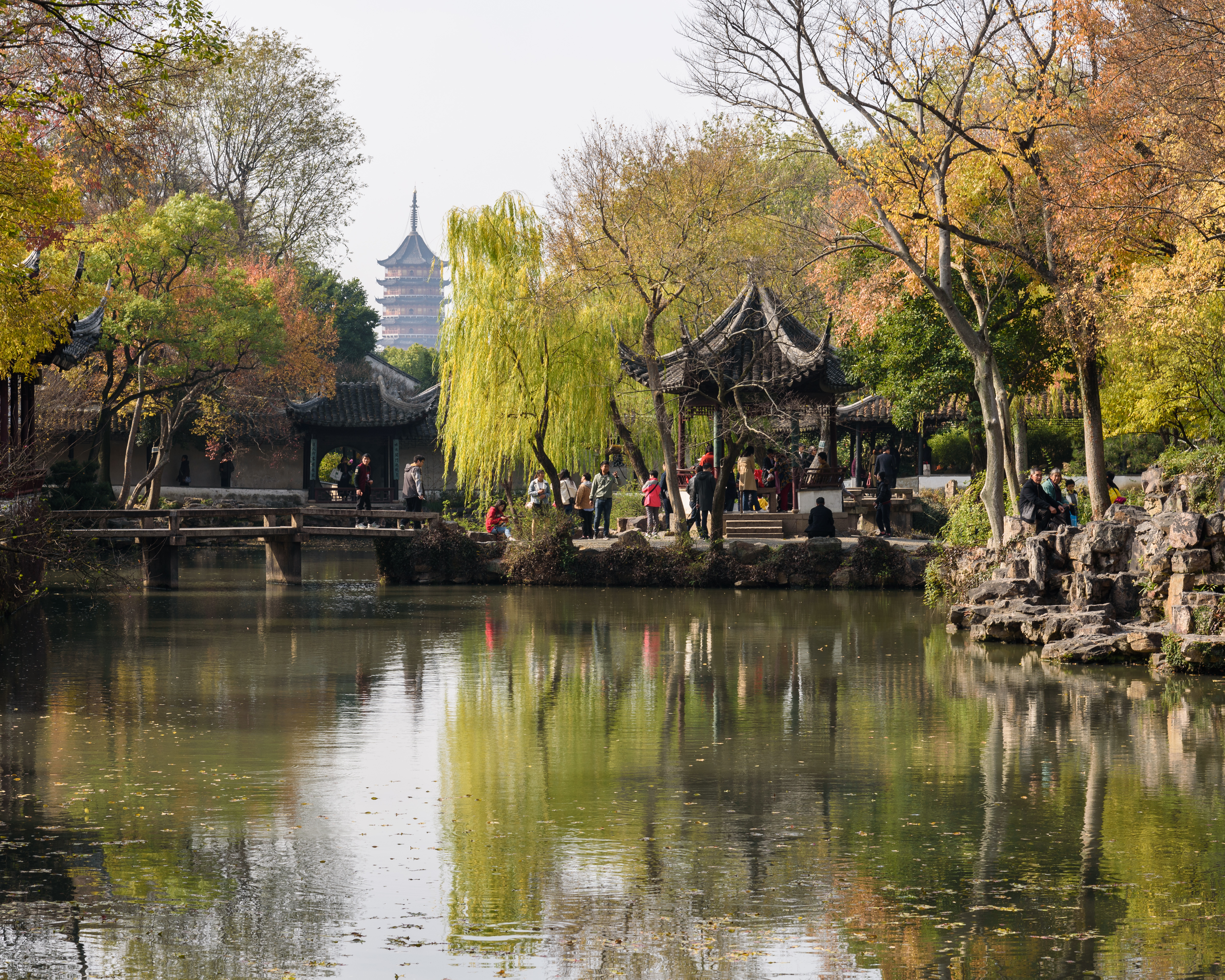
Paesaggio in prestito al Giardino dell'Umile Amministratore di Suzhou, con la vista aperta sulla Pagoda Beisi, esterna al giardino.

L'espressione "paesaggio in prestito" è comparsa nel trattato di giardini cinese del 1635 Yuanye (園冶), che dedica al tema l'ultimo capitolo intitolato Jiejing ("paesaggio in prestito"): la collocazione alla fine del trattato non è casuale, perché si specifica che il paesaggio in prestito non è semplicemente una delle varie tecniche di design, ma l'essenza stessa della progettazione di giardini in toto, dato che richiede che tutti gli elementi interni ed esterni si accordino fra di loro. Questi elementi includono non solo gli elementi naturali e artificiali, ma anche il cambio stagionale, che altera la percezione dello spazio. Per realizzare un paesaggio in prestito funzionante, quindi, il progettista di giardini deve "fondersi" con l'ambiente capendone appieno le possibilità. Questa concezione organicista del paesaggio in prestito ha riacquisito forte importanza anche nel garden design cinese contemporaneo.
Secondo lo Yuanye i paesaggi in prestito si dividono in quattro categorie:
- yuanjie (遠借 "prestito lontano", come montagne o laghi)
- linjie (隣借 "prestito vicino", come edifici confinanti)
- yangjie (仰借 "prestito in alto", come nuvole o stelle)
- fujie (俯借 "prestito in basso", come rocce o stagni).

### Giappone
Il più antico trattato di giardinaggio giapponese arrivato ai giorni nostri è il Sakuteiki (作庭記?), che risale all'XI secolo ed è stato scritto probabilmente dal nobile Tachibana no Toshitsuna (橘俊綱? 1028-1094), figlio di Fujiwara no Yorimichi (藤原頼通? 990-1074) celebre per aver progettato il tempio Byōdō-in a Uji. Nel Sakuteiki non è presente l'espressione "paesaggio in prestito", ma nonostante ciò sono illustrate delle indicazioni progettuali che ne riverberano il concetto.
I tre principi basilari dell'organizzazione dei giardini secondo il Sakuteiki sono:
- shōtoku no sansui (生得の山水? "ruscello montano genuino"): paesaggio naturale falso, ma verosimile
- kohan ni shitagau (湖畔に従う? "obbedire alla costa del lago"): paesaggio basato tenendo in considerazione gli elementi preesistenti della topografia
- fuzei (風情? "apparenza"): paesaggio che vuole ricostruire o enfatizzare una sensazione

Il paesaggio in prestito si basa sull'acquisizione di elementi vivi e reali per creare paesaggi stratificati in profondità, quindi risponde principalmente alla prima categoria dato che le altre due tendono a valorizzare gli elementi sul posto per creare scenografie spettacolari non in profondità.
L'interesse dell'aristocrazia giapponese nei confronti dei giardini si sviluppò a partire dallo stile costruttivo detto shindenzukuri del periodo Heian, durante il quale nacque il concetto di identità nazionale giapponese staccata da quella cinese, da cui fino a quel momento aveva assorbito ogni elemento economico, sociale e culturale. I frequenti viaggi dei nobili, insieme con il loro desiderio di mostrare emancipazione dalla Cina e benessere economico, portarono all'elaborazione dei giardini giapponesi: spesso erano dei "diari di viaggio" contenendo ricostruzioni di paesaggi celebri visitati dai nobili, e le montagne prese in prestito evocavano i viaggi nel selvaggio nord del Giappone anche nei giardini di città del sud come Nara e Kyoto.

### XX secolo

#### Movimento Moderno
A partire dal XX secolo il paesaggio in prestito ha subito una profonda revisione critica, soprattutto da parte degli architetti modernisti giapponesi che negli anni 1960 studiarono lo shakkei tradizionale per reinventarlo nelle loro opere, allo scopo di unire l'architettura d'interni con quella d'esterni. Anche in Occidente il paesaggio in prestito, e in particolare quello giapponese, visse un periodo di forte ammirazione da parte degli architetti statunitensi dell'International Style, i quali furono preceduti da Frank Lloyd Wright nell'ammirare l'apparente semplicità e la spazialità dell'Architettura giapponese. Al contrario del punto di vista orientale, che tende a intendere l'immagine dello shakkei come giustapposizione dinamica di elementi per creare un'immagine bidimensionale, la critica architettonica occidentale lesse il paesaggio in prestito giapponese come composizione architettonica in profondità, nelle tre dimensioni, e quindi una forma architettonica in tutto e per tutto.

#### Sviluppo urbano

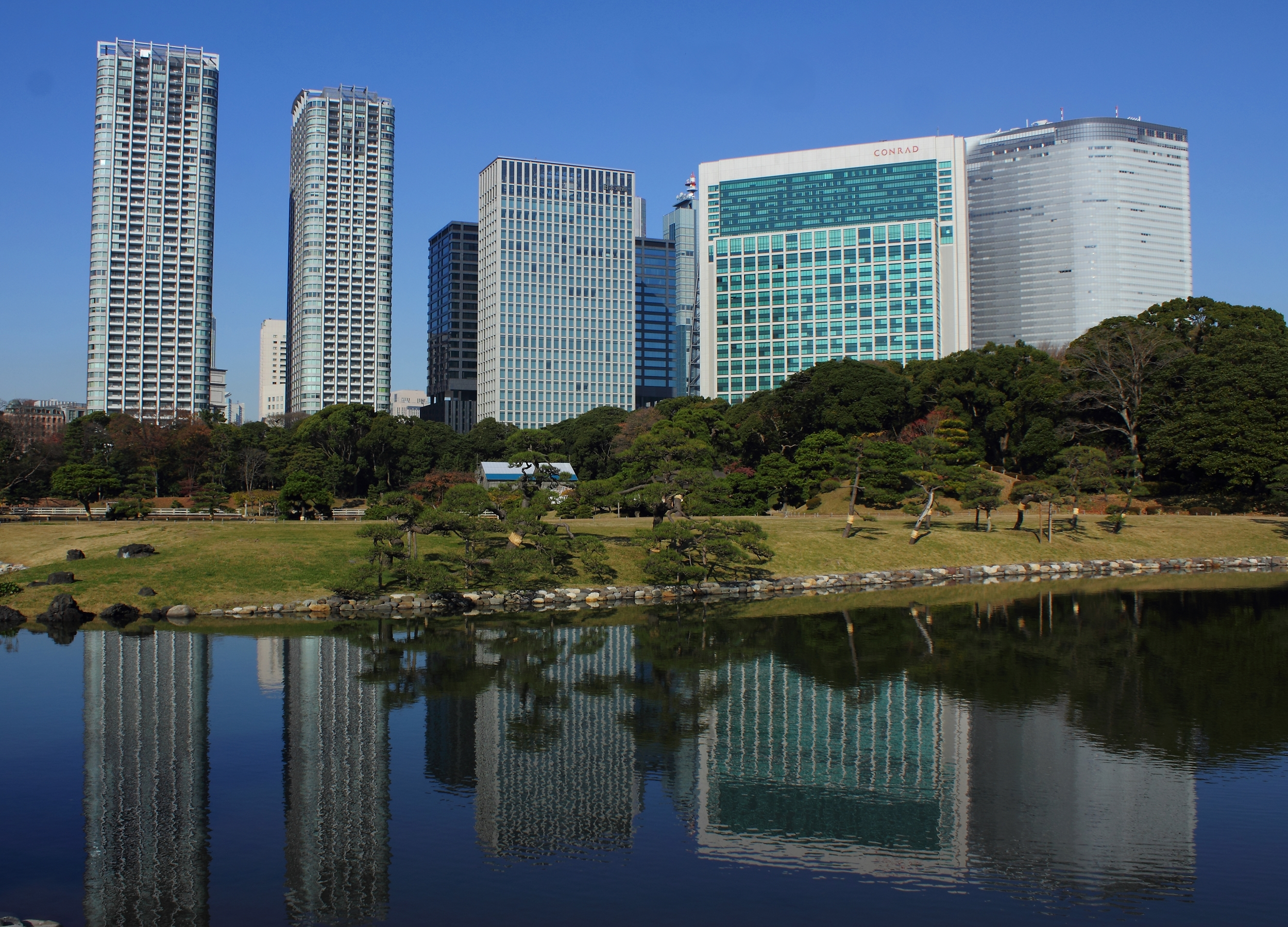
Un paesaggio in prestito involontario: i grattacieli di Shiodome si riflettono sulle acque del laghetto centrale del Giardino di Hama rikyū.

A partire dal secondo dopoguerra la crescita urbana che ha interessato il Giappone generò serie questioni circa la possibilità di conservazione dei paesaggi in prestito. La costruzione dei condomini, delle torri di comunicazione e dei grattacieli inficiò la fruizione degli shakkei così come erano stati immaginati dai progettisti di giardini. Le soluzioni messe in pratica dai giapponesi sono state fondamentalmente di tre tipi in base al contesto urbano del giardino:
- accettazione del nuovo paesaggio esterno: come nei Giardino di Hama rikyū, in cui lo skyline dei nuovi grattacieli di Shiodome è stato accettato come nuovo paesaggio contemporaneo in prestito, in volontario contrasto formale e cromatico con il paesaggio del giardino[8].
- rifiuto del nuovo paesaggio esterno: come nell'Ambasciata d'Italia a Tokyo, costruita sul terreno della storica villa dei daimyō Matsudaira, il cui giardino è stato interamente recintato con una cortina di bambù allo scopo di isolarlo dal paesaggio esterno incongruente.
- tutela del paesaggio storico: come nel giardino Kōraku-en della città di Okayama, il cui piano regolatore urbano specifica esattamente le altezze massime consentite per gli edifici all'interno di specifici spicchi di terreno, in modo tale che non siano troppo alti andando a inficiare la percezione dello shakkei dall'interno del giardino.

## Giardini con paesaggio in prestito

### Cinesi
- Giardino dell'Umile Amministratore, Suzhou
- Giardino del Maestro delle Reti, Suzhou
- Giardino della Foresta dei Leoni, Suzhou
- Palazzo d'Estate, Pechino
- Località montana di Chengde

### Giapponesi
- Murin-an, Kyoto
- Tenryū-ji, Kyoto; principale elemento integrato: Monte Arashi
- Villa imperiale di Shugakuin, Kyoto; principale elemento integrato: Monte Hiei
- Isui-en, Nara
- Kōraku-en, Okayama; principale elemento integrato: Castello di Okayama
- Giardino Ritsurin, Takamatsu; principale elemento integrato: Monte Shiun
- Genkyū-en, Hikone; principale elemento integrato: Castello di Hikone
- Museo d'arte Adachi, Yasugi
- Sengan-en, Kagoshima; principale elemento integrato: Vulcano Sakurajima

## Galleria d'immagini

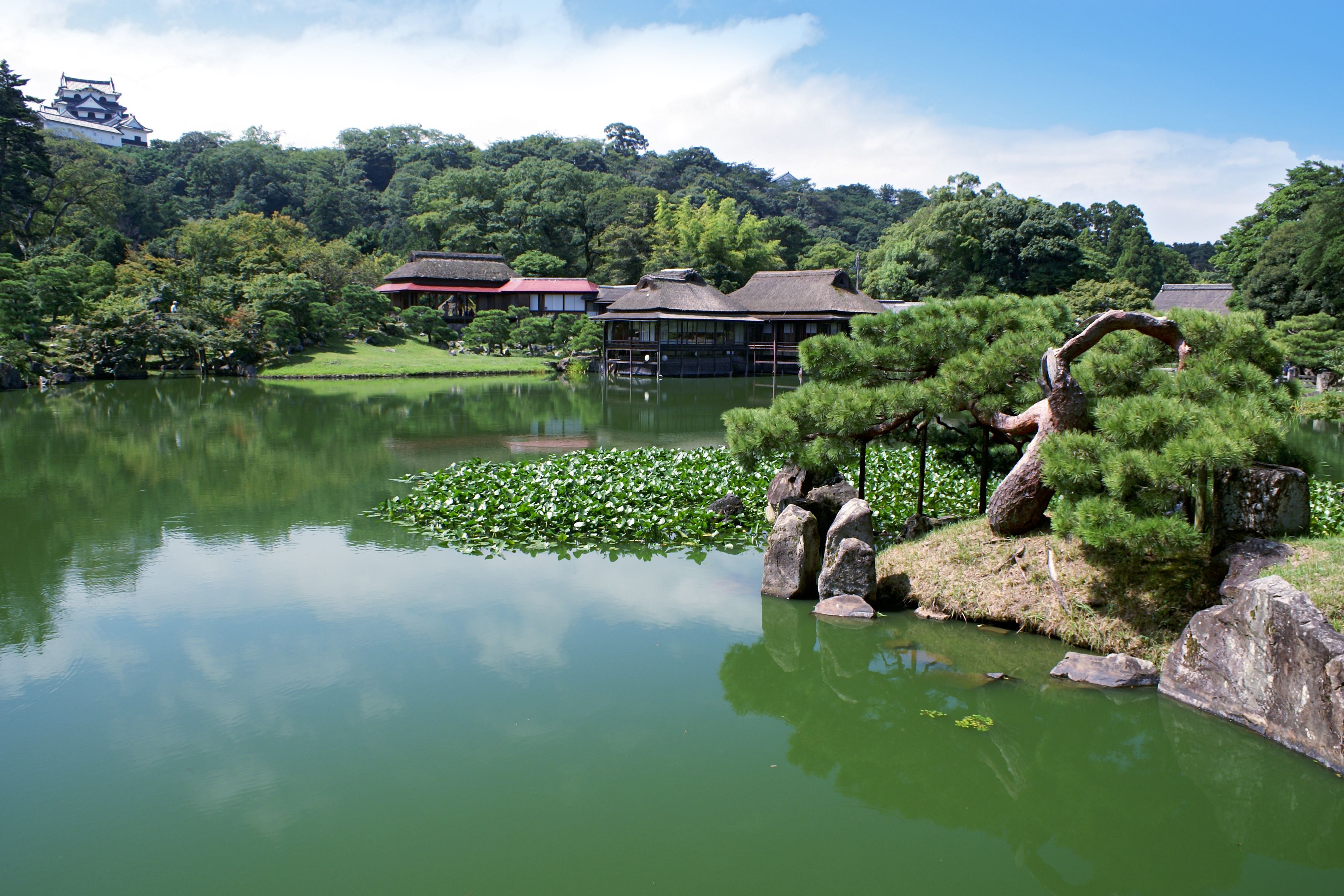
Shakkei dal giardino Genkyū-en a Hikone. Si noti la progressione dinamica del costruito che parte da in basso a destra (disposizione delle rocce), sale verso sinistra (edifici sul lago), e raggiunge il culmine con il mastio del castello in alto.
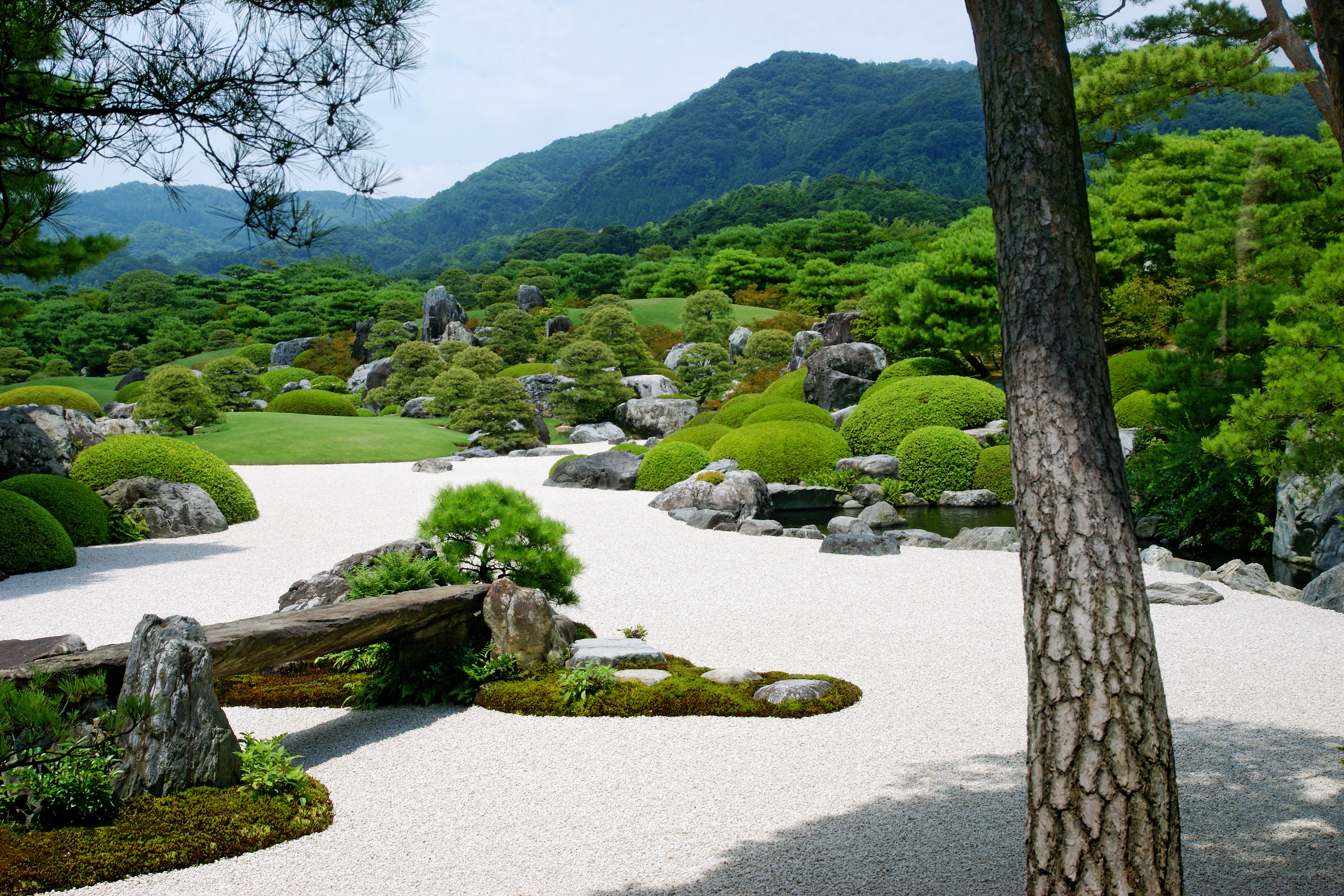
Il giardino del Museo d'arte Adachi a Yasugi. Le montagne sullo sfondo riecheggiano il profilo delle colline interne, le quali riecheggiano a loro volta le rocce sul bordo del lago.
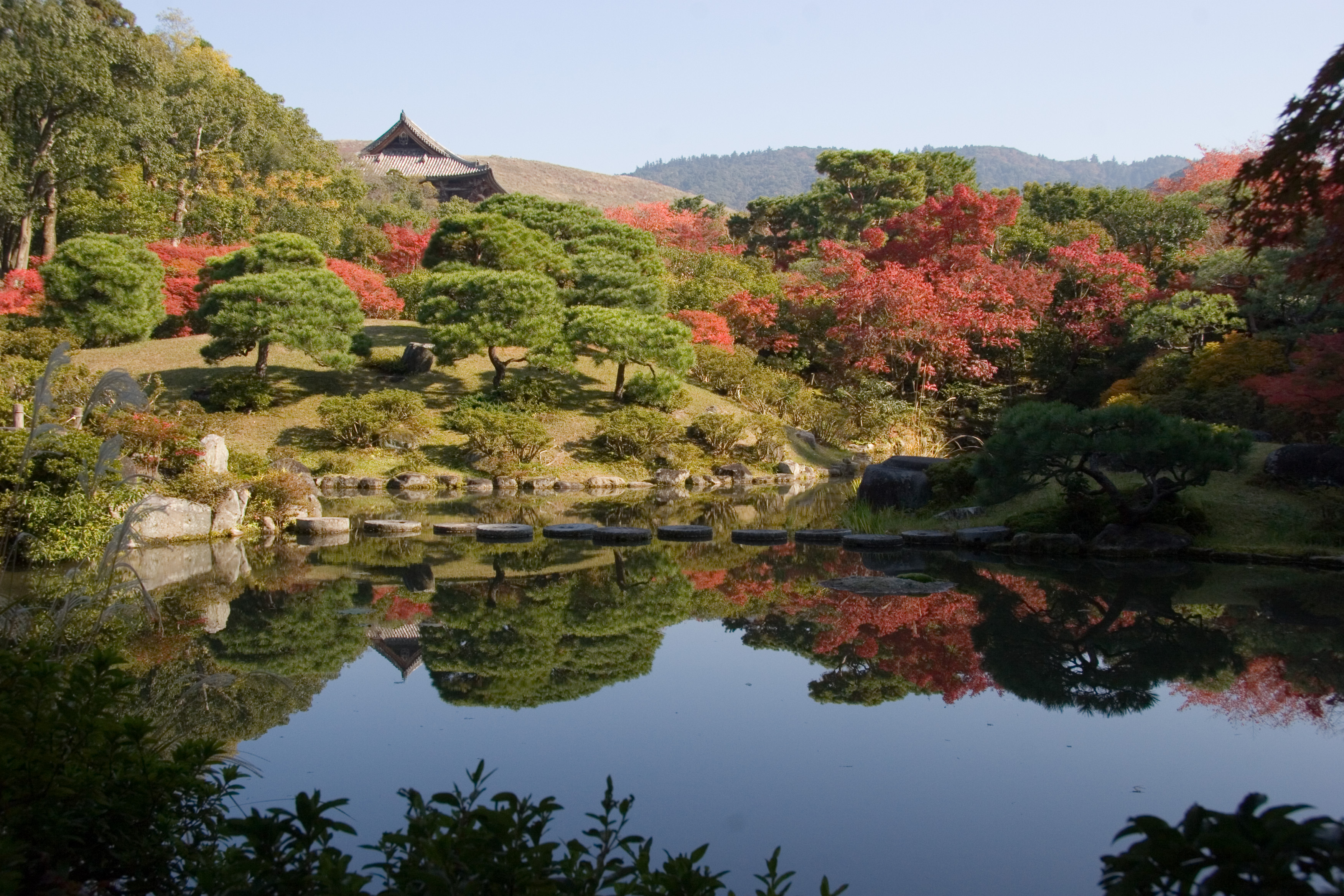
Il giardino del Tōdai-ji a Nara presenta dei ritmi pieno/vuoto dati dall'uso del colore (verde per il pieno, rosso per il vuoto), degli edifici e del Monte Wakakusa.
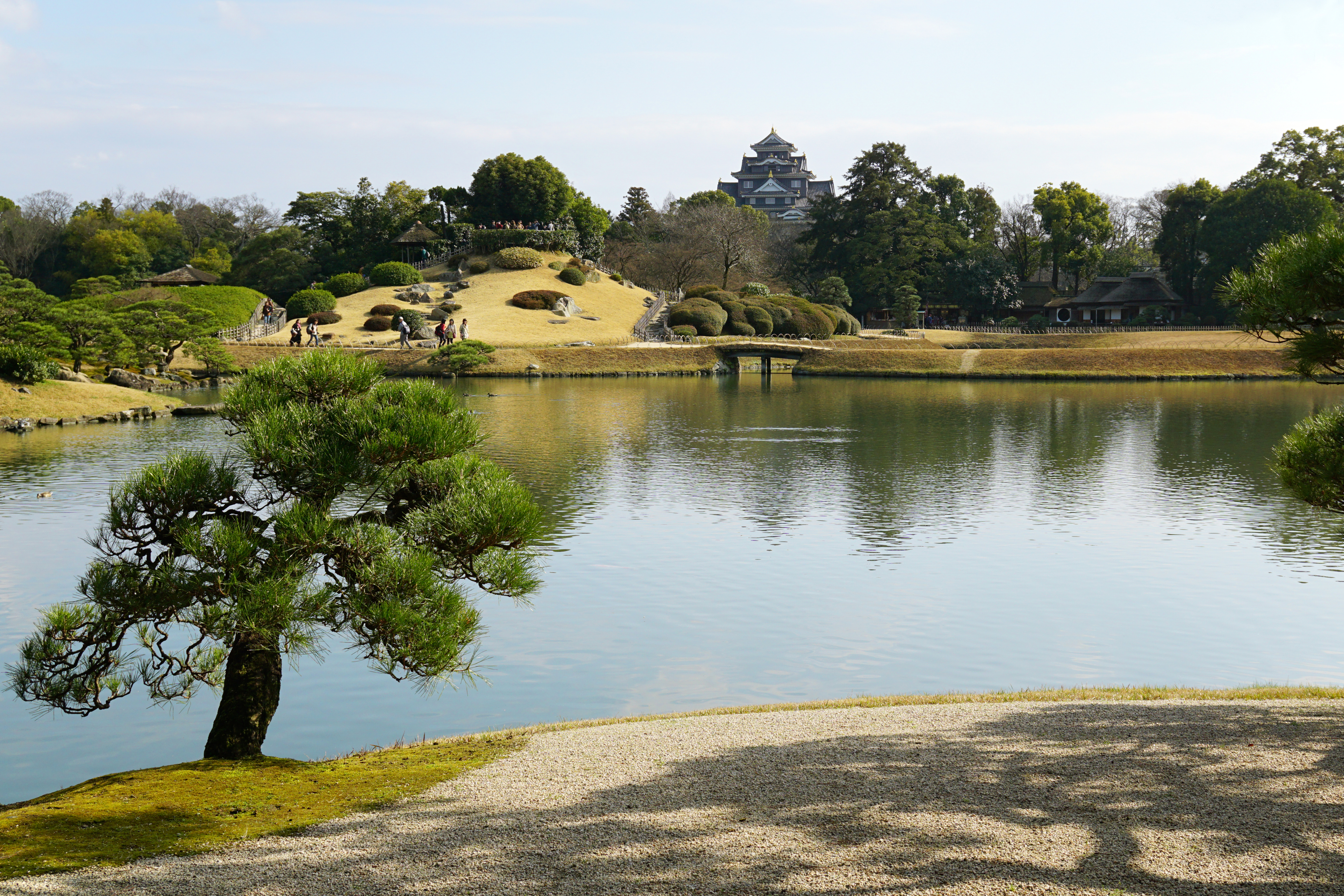
Il celebre shakkei del Kōraku-en di Okayama, considerato il giardino-simbolo del paesaggio in prestito giapponese. La collina Yuishinzan a sinistra e la vegetazione a destra si interrompono in mezzo in un intervallo di vuoto (esplicitato dal ponte sul laghetto) in cui si inserisce il profilo del Castello di Okayama, l'elemento più alto del giardino (la vegetazione viene costanetemente mantenuta più bassa della cuspide del tetto).